# كريس هيندرسون
كريستوفر هيندرسون (بالإنجليزية: Christopher Henderson)‏ هو لاعب كرة قدم أمريكي معتزل في مركز الوسط ولد في يوم 11 ديسمبر 1970 في مدينة إدموندز، واشنطن في الولايات المتحدة، لعب مع أندية سياتل ستورم ونادي فرانكفورت ونادي ستابايك وكولورادو رابيدز وسبورتينغ كانساس سيتي وميامي فيوشن وكولومبوس كرو ونيويورك ريد بولز، كما لعب مع منتخب الولايات المتحدة لكرة القدم في كأس العالم لكرة القدم 1990.

## روابط خارجية
- كريس هيندرسون على موقع الدوري الأمريكي (الإنجليزية)
- كريس هيندرسون على موقع قاعدة بيانات كرة القدم.إي يو (الإنجليزية)
- كريس هيندرسون على موقع ناشيونال فوتبول تيمز (الإنجليزية)
- كريس هيندرسون على موقع Soccerway.com (الإنجليزية)
- كريس هيندرسون على موقع عالم كرة القدم.نت (الإنجليزية)
- كريس هيندرسون على موقع أوليمبيديا (الإنجليزية)